# Граслендс
Граслендс (на английски: Grasslands National Park) е национален парк на Канада, разположен на площ от 906,4 km² в прерията в югозападната част на провинция Саскачеван, на границата със Съединените щати. Началото се слага през 1981 г., когато споразумение между Канадското правителство и провинциалното правителство на Саскачеван предвижда бъдещото му създаване.
До 1850-те парка е обитаван само от номадски индиански групи. Доказателство за това са пръснатите навсякъде кръгове от камъни, затискащи платнищата на индианските типита. След пристигането на заселниците бързо започва да се развива фермерството.
Релефът на парка се характеризира с вълнообразната, изгорена от Слънцето прерия, прорязана от криволичещи реки, поддържащи плодородни ливади.
Разположен в прерията, на пръв поглед паркът изглежда пуст, но горещите и сухи лета и студените зими създават среда, която поддържа уникална флора и фауна. В парка се срещат няколко вида редки билки, два вида редки треви и единственото в Канада черноопашато прерийно кученце. Срещат се също така кълвачи, койоти, червена лисица, елени и множество други дребни бозайници. Някои видове влечуги и земноводни се срещат само тук в Канада. В долината на Френч Ривър се срещат прерийна гърмяща змия и рогата жаба.